# Boccaccio Boccaccino

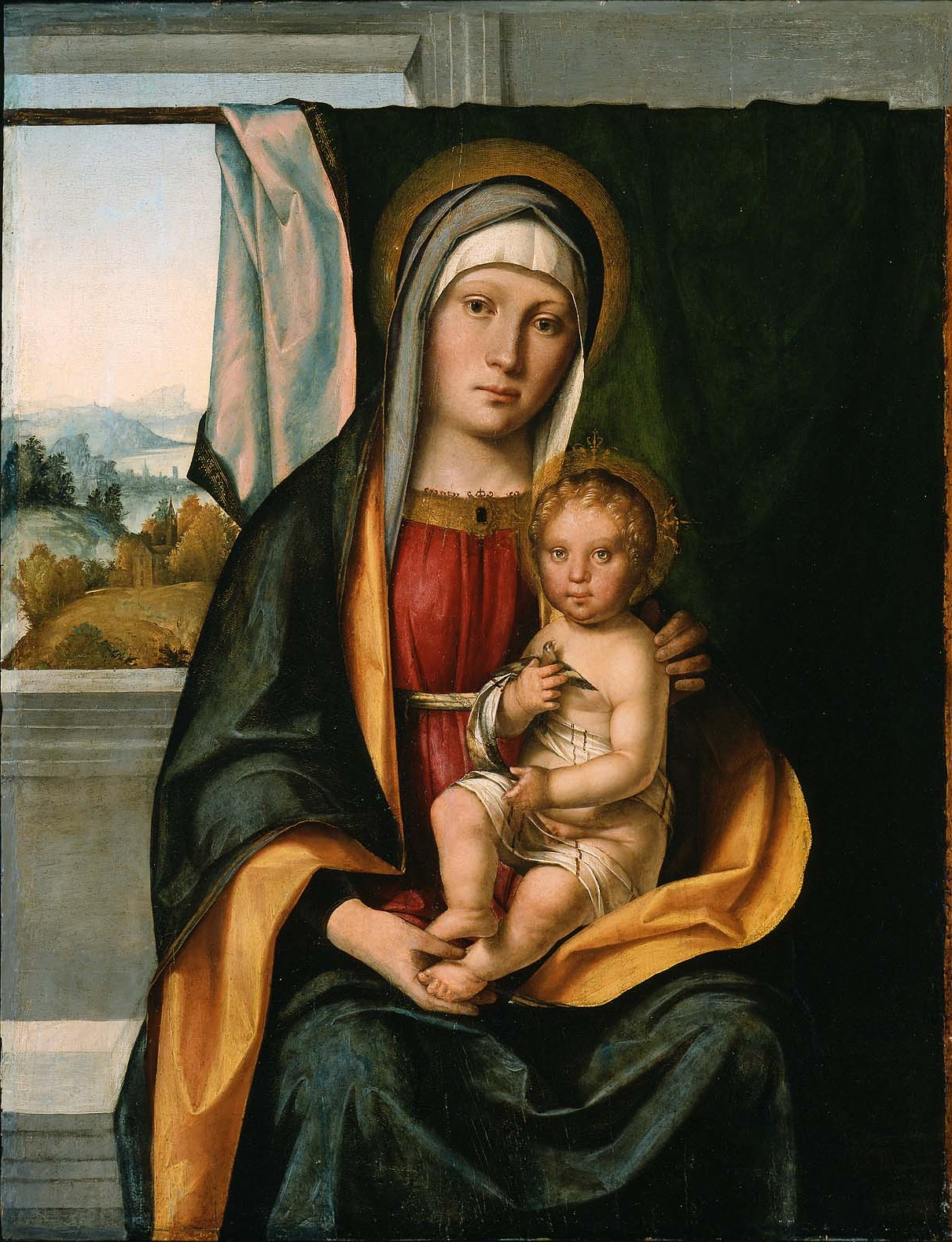
Madonnabild av Boccaccio Boccaccino.

Boccaccio Boccaccino, född 1467 i Ferrara, död omkring 1525, var en italiensk målare.
Boccaccino var grundaren av Quattrocento i Cremona, där han vistades både i början och slutet av sin konstnärsbana. Där utförde han 1497 (nu förstörda) fresker i augustinklostrets refektorium, och 1506-1518 målade han i katedralen i Cremona sina mest berömda verk, nio fresker med ämnen ur madonnans liv. Innan han målade dem, vistades han i Rom, där han genom sin kritik av Michelangelo väckte så upprörda känslor, att han själv och hans verk Marias kröning hånades.
Han uppehöll sig även i Venedig där han troligen målade Heliga familjen i stort landskap. Han målade även flera madonnabilder.
Genom Boccaccino, som var influerad av Giovanni Bellini, bröts den allenarådande padovansk-ferraresiska inriktningen inom målarkonsten i Cremona.